# 一级独立战争真理徽章

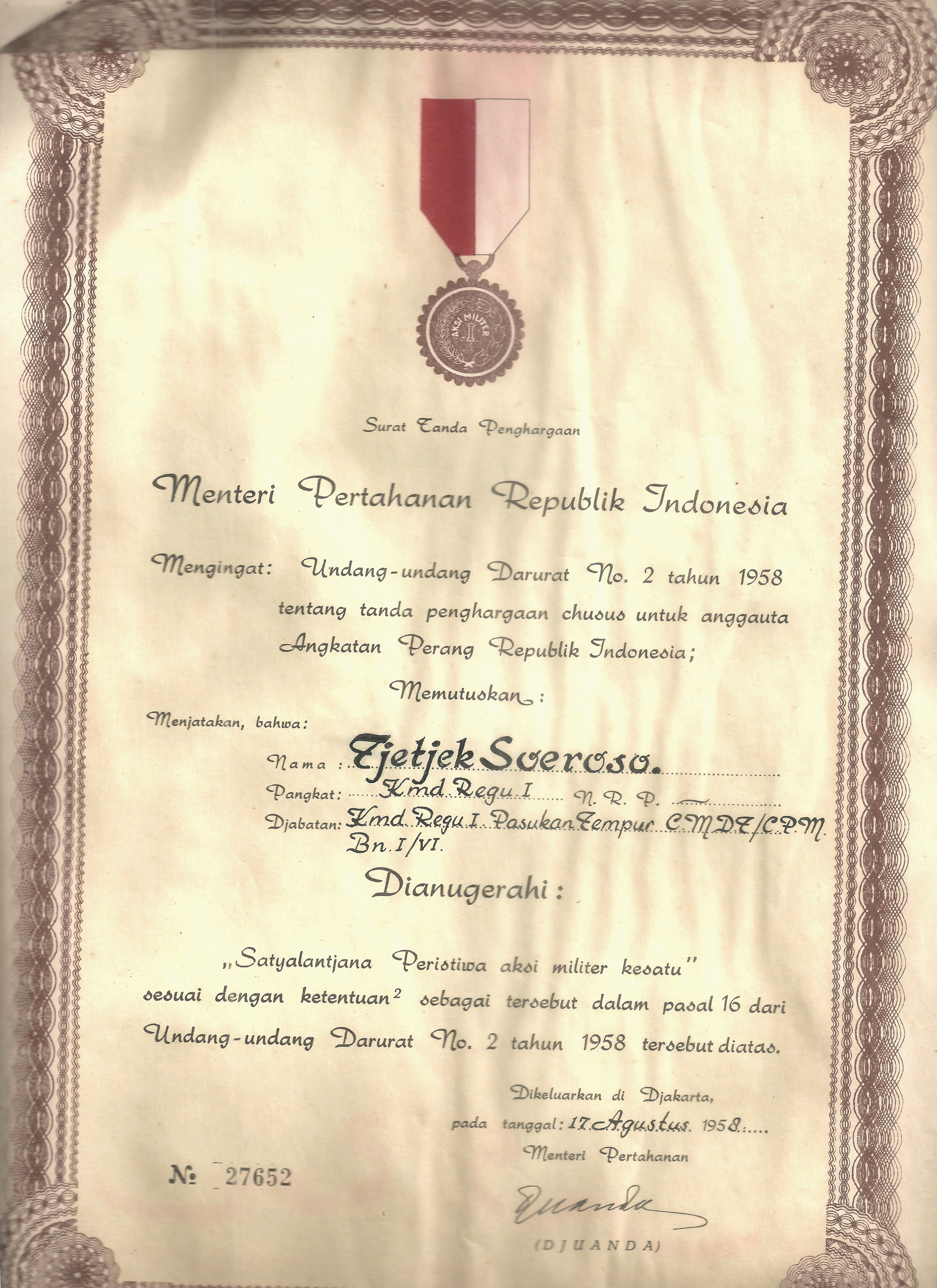
一级独立战争文化真理徽章证书

一级独立战争真理徽章是对在1947年6月20日至1948年2月22日期间全面参与独立战争且未被俘、受傷或殘廢的武装部队成员的荣誉标志。